# Freccia Vallone 1973
La Freccia Vallone 1973, trentasettesima edizione della corsa, si svolse il 19 aprile 1973 per un percorso di 249 km. La vittoria fu appannaggio del belga André Dierickx, che completò il percorso in 6h49'33" precedendo i connazionali Eddy Merckx e Frans Verbeeck.
Al traguardo di Marcinelle furono 58 i ciclisti, dei 193 partiti da Verviers, che portarono a termine la competizione.

## Ordine d'arrivo (Top 10)
| Pos. | Corridore           | Squadra                    | Tempo    |
| ---- | ------------------- | -------------------------- | -------- |
| 1    | André Dierickx      | Flandria-Carpenter-Shimano | 6h49'33" |
| 2    | Eddy Merckx         | Molteni                    | a 1'10"  |
| 3    | Frans Verbeeck      | Watney-Maes                | s.t.     |
| 4    | Walter Planckaert   | Watney-Maes                | s.t.     |
| 5    | Georges Pintens     | Rokado                     | s.t.     |
| 6    | Cyrille Guimard     | Gan-Mercier-Hutchinson     | s.t.     |
| 7    | Walter Godefroot    | Flandria-Carpenter-Shimano | s.t.     |
| 8    | Roger Rosiers       | Bic                        | s.t.     |
| 9    | Francesco Moser     | Filotex                    | s.t.     |
| 10   | Herman Van Springel | Rokado                     | s.t.     |